# Lessard-le-National
Lessard-le-National ist eine französische Gemeinde mit 662 Einwohnern (Stand: 1. Januar 2022) im Département Saône-et-Loire in der Region Bourgogne-Franche-Comté. Die Gemeinde gehört zum Arrondissement Chalon-sur-Saône und zum Kanton Gergy. Die Bewohner werden Essartois und Essartoises genannt.

## Geografie
Lessard-le-National liegt etwa neun Kilometer nördlich von Chalon-sur-Saône. An der nordöstlichen Gemeindegrenze verläuft das Flüsschen Vandaine, das dort einige Seen ausgebildet hat. Umgeben wird Lessard-le-National von den Nachbargemeinden Demigny im Norden, Gergy im Osten, Virey-le-Grand im Osten und Südosten, Fragnes-La Loyère im Süden und Südwesten, Fontaines im Westen und Südwesten sowie Chagny im Nordwesten.

## Bevölkerungsentwicklung
| Jahr                       | 1962 | 1968 | 1975 | 1982 | 1990 | 1999 | 2006 | 2013 | 2020 |
| Einwohner                  | 85   | 125  | 227  | 283  | 483  | 547  | 642  | 597  | 658  |
| Quellen: Cassini und INSEE |      |      |      |      |      |      |      |      |      |

## Sehenswürdigkeiten
- Ruinen der Kirche Saint-Pancrace
- Festung von Lessard